# Arnoud van Rooij
Arnoud Caspar Maria van Rooij (Eindhoven, 1936) is een Nederlandse wiskundige op het gebied van de analyse. Van Rooij was van 1971 tot z'n emeritaat in 2001 hoogleraar aan de Katholieke Universiteit Nijmegen. Daarvoor was hij vanaf 1965 lector aan die universiteit.
Van Rooij promoveerde in 1963 aan de Rijksuniversiteit Utrecht bij Hans Freudenthal op het proefschrift getiteld: On lattices of rings of sets. Als postdoc verbleef hij een jaar aan de University of Pennsylvania, en ook later was hij meerdere keren voor korte tijd te gast bij Amerikaanse universiteiten.
Van Rooij hield zich onder meer bezig met Rieszruimten en niet-archimedische analyse.

## Werken
- Topological spaces: from distance to neighborhood, Springer Verlag 1997 (samen met Gerard Buskes)
- Non-archimedean Functional Analysis, New York: Marcel Dekker 1978
- A second course on real functions, Cambridge University Press 1982 (samen met Wim Schikhof)
- Introduction to Riesz Spaces, Mathematisch Centrum 1977 (samen met E. de Jonge)
- Analyse voor beginners, Utrecht: Epsilon 1986
- Analyse, Utrecht: Epsilon 1990 (samen met Ronald Kortram)
- Blik op Oneindig, Utrecht: Epsilon 2007 (samen met Leon van den Broek)
- An Invitation to Functional Analysis, Utrecht: Epsilon 2013 (samen met Ben de Pagter)
- Fouriertheorie, Utrecht: Epsilon 1988